# واسیلی پوکیرف

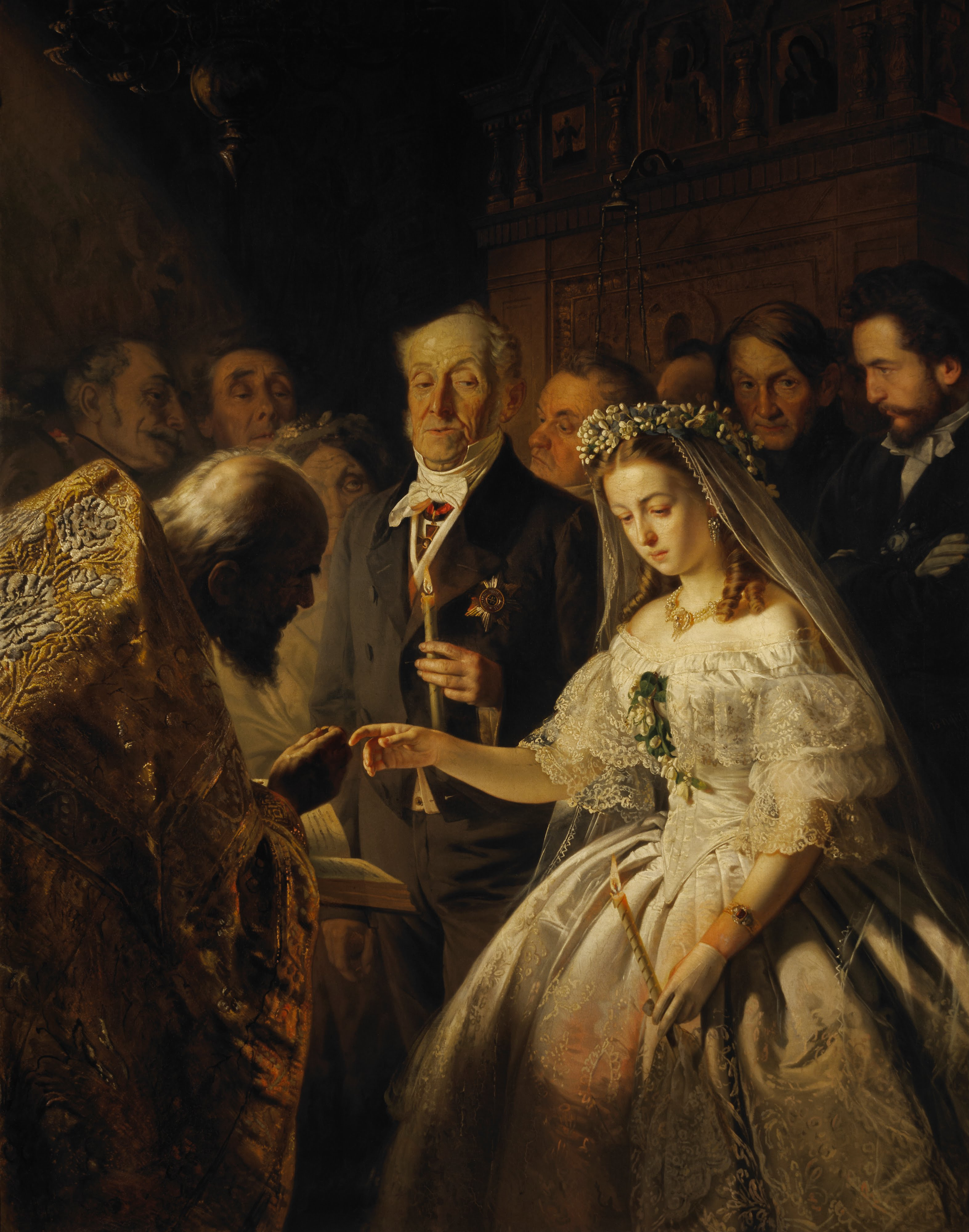
ازدواج نابرابر. خود نقاش در سمت راست تابلو ایستاده‌است.

واسیلی ولادیمیرویچ پکیروف (به روسی: Василий Владимирович Пукирев; (زادهٔ سال ۱۸۳۲ دراستان تولا روسیه - درگذشت ۱ ژوئن سال ۱۸۹۰ مسکو) بود، نوع نقاش او سبک واقع بینانه است.

## زندگی‌نامه
این هنرمند مشهور به کشیدن نقاشی‌های غم‌انگیزی از ازدواج اجباری دختران جوان برای وصلت با داماد پیر می‌باشد.
وی در یک خانواده دهقانی در روسیه متولد شد و در ابتدا به نقاش آیکون در موگیلف مشغول به کار شد. با موفقیت، او توانست در دانشکده نقاشی، مجسمه‌سازی و معماری مسکو (MSPSA) ثبت نام کند، جایی که او از سال ۱۸۴۷ تا ۱۸۵۸ تحت نظر سرگئی زاریانکو و آپولون Mokritsky تحصیل کرد. پس از سال ۱۸۵۰، او گواهی دریافت کرد تا به عنوان یک معلم هنر در مدارس دولتی خدمت کند. در سال ۱۸۵۵ عنوان «هنرمند» به او اعطا شد و در سال ۱۸۵۸ «هنرمند آزاد» لقب گرفت.
در سال ۱۸۶۰، او به عنوان «آکادمیک» برای تاریخ و نقاشی پرتره تبدیل شد. او در یک آپارتمان در نزدیکی MSPSA مستقر شد و در سال ۱۸۷۳ آنجا تحصیل کرد. در سال ۱۸۶۲ و ۱۸۶۴ او توانست به خارج از کشور سفر کند تا «نمایش گالری‌های هنری» را تحت حمایت انجمن دوستداران هنر مسکو قرار دهد. در سال ۱۸۶۹ او با الکسیا سارراسوف همکاری کرد تا یک دوره نقاشی برای استفاده در مدارس دولتی آماده کند. علاوه بر نقاشی‌هایش، آیکون‌ها و تصاویر را برای آثار گوگول و تورگنف ایجاد کرد.
چهار سال بعد، او مجبور شد به دلیل ضعف سلامتی از تدریس کناره‌گیری کند و به سرعت از کار نیز افتاد. در سال ۱۸۷۹، هنرمندان همکار او مجبور شدند با هم برای او کمک هزینه ای برای امرار معاش در نظر بگیرند، این هنرمند ستودنی در سال ۱۸۹۰ در فقر و شرایطی تقریباً فراموش شده در تنهایی از دنیا رفت.
بهترین نقاشی او که تا به‌حال شناخته شده‌است «مراسم عروسی اجباری» یا «ازدواج نابرابر» نام دارد.
در این تابلوی بی نظیر پوکیرف خودش را در سمت راست تابلو (احتمالاً به عنوان بهترین مرد حاضر در جمع) در تصویر به نقاشی کشیده‌است، که باعث می‌شود داستان آن را به عنوان یک قسمت از عشق گمشده در زندگی خود نشان دهد. در سال ۱۸۶۳، بر اساس این کار، او به عنوان استاد افتخاری در آکادمی هنرهای زیبای امپراتوری نامگذاری شد. این موضوع همچنین یک بحث گرم در مطبوعات زمان خودش ایجاد کرد.